# Footville
Footville è un comune degli Stati Uniti, situato in Wisconsin, nella Contea di Rock.